# Wiedenberg (Rodewisch)
Wiedenberg ist eine Ortslage von Rodewisch in Sachsen. In älteren Publikationen wurde Wiedenberg – im Gegensatz zu den anderen Ortslagen Rodewischs – als von Rodewisch unabhängig aufgeführt.

## Lage
Die Siedlung liegt vom Rodewischer Stadtzentrum genau in östlicher Richtung zwischen Rodewisch und Wernesgrün auf dem Höhenrücken zwischen dem Tal des Wernesbachs und Wildenau im Wald. Wiedenberg ist eine Siedlung von etwa 10 Häusern bzw. Gütern. Die Siedlung ist durch die Wiedenberger Straße, der nach Ende der geschlossenen Rodewischer Ortschaft, aber vor dem Ortsausgangsschild beginnt, und in die B 169 einmündet, an das Straßennetz angebunden. Die Straße geht in den Wiedenberger Weg über, der bis nach Wernesgrün weitergeht.
Wiedenberg ist isoliert vom restlichen Stadtgebiet. Wiedenberg ist der einzige Teil Rodewischs, der in der Mikrogeochore Steinberg liegt. In Wiedenberg entspringt der Wiedenberger Bach, der in den Wernesbach mündet.

## Geschichte

### Namensherkunft
Zur Namensherkunft gibt es zwei Möglichkeiten: Der Name könnte sich ableiten von einem mit Weiden bewachsenen Berghang oder eine Nachfolgesiedlung des „Dorff Wiedenleute“ sein. Dieses lag zwischen Brunn und Schnarrtanne, wurde 1602 erstmals erwähnt, kurz darauf aber als Wüstenei aufgeführt. Die Bewohner könnten umgesiedelt sein.

### Siedlung
Wiedenberg ist erstmals 1602 als Wiedenleute (sinngemäß -leithe für „Berghang“) urkundlich nachgewiesen. Anders als viele weitere Ortsbezeichnungen wurde die Ortsbezeichnung Wiedenberg auch bei den weiteren Benennungen 1781, 1821, 1825, 1831, 1852 und 1876 immer so bzw. am Wiedenberg angegeben.
1784 war es dem Rittergut Hohengrün zugehörig. 1791 sind 10 Wohnungen belegt, die nach Rodewisch eingepfarrt sind. Die Siedlung war unter dem Begriff „Landbestellbezirk Wiedenberg“ ein eigener Postzustellbereich, der Lengenfeld zugeordnet war. Rodewisch, das zwar näher liegt, war 1855 nur in vier Postbezirke (Dörfer Rodewisch, Obergöltzsch, Untergöltzsch und Niederauerbach) aufgeteilt. 1877 galt Wiedenberg als „besonders benannter Wohnplatz“ im Königreich Sachsen, der zur Gemeinde Rodewisch gehörte. 1875 gab es 10 Häuser mit 68 Einwohnern. 1877 gehörte Wiedenberg zum Postbestellbezirk Rothenkirchen. In Wiedenberg befand sich ein Gasthaus.
1764 lebten in der Ortschaft drei besessene Mann und 4 Häusler. 1830 gab es in Wiedenberg 10 Häuser, in denen 52 Menschen lebten. Die Einwohnerzahl erhöhte sich von 62 (1834) auf 65 (1871), um anschließend stark auf 50 Einwohner (1890) abzufallen. Auch 1871 und 1880 sind 10 Häuser mit 65 und 52 Einwohnern belegt.